# 普倫杜鄉
44°06′N 26°14′E / 44.100°N 26.233°E
普倫杜鄉（羅馬尼亞語：Comuna Prundu, Giurgiu），是羅馬尼亞的鄉份，位於該國南部，由久爾久縣負責管轄，處於布加勒斯特以南40公里，每年平均降雨量986毫米，海拔高度43米，2007年人口4,496。